# ミズノマリ
ミズノ マリ（英名：Mari Mizuno、1973年4月29日 - ）は、愛知県・名古屋市出身の日本の歌手。
主にバンド「paris match」のボーカリストとしての活動で知られている。2008年にはソロ名義のツアー、2009年にはソロミニアルバムの発表など、ソロ活動も行っている。

## バイオグラフィー
1973年4月29日、愛知県名古屋市で音楽家の父を持つ家庭に生まれた。父親の影響から幼少よりピアノやギター・歌に親しみ、学生時代にはバンドにも加入していた。愛知学院大学卒業後に、名古屋でラジオのパーソナリティとしてFM局・AM局で活動した。1998年、オーディションにてその歌声が杉山洋介の目に留まる。杉山はそれ以前クラブイベントで知り合ったミュージシャンの古澤大と共にバンドを結成しようとしていた。同年、ミズノマリと共にデモテープを作成、paris matchが結成され、バンドのボーカリストに抜擢された。バンドは2000年4月21日にビクターエンタテインメントのJVCエンタテインメント・ネットワークスより、アルバム「volume one」でデビューした。バンドと並行してソロ活動も行っており、2008年には初のソロ名義のツアーを開催。2009年4月29日にはファーストソロミニアルバム「Mariage」（マリアージュ）をリリースした。2013年に一般人の男性と結婚・入籍した。
影響を受けたアーティストにエルヴィス・コステロやエヴリシング・バット・ザ・ガール、ザ・カーペンターズらを挙げている。paris matchとしての活動のほか、プレミアムライフスタイルマガジン「plug in」内にあるウェブサイト「音・粋・人」でコラムを連載し、林田健司のコーラスやサザンオールスターズのドラムスを担当する松田弘の楽曲、[FUTARi.]O.S.T.など、ボーカリストとして他アーティストの作品へのゲスト参加も多数。
小西康陽はミズノを高く評価しており、彼女をゲストボーカルに招いたコラボアルバムのセルフライナーで「現在の日本で最高の女性シンガーの一人」と述べている。